# Pochette
Pochette (engelska kit violin) är ett båtformat eller violinliknande 3- eller 4-strängat litet stråkinstrument, som 1600- och 1700-talets dansmästare kunde bära i fickan, därav dess namn från franskans ord för ficka, poche.